# Takenaka Shigekado
Takenaka Shigekado est un nom japonais traditionnel ; le nom de famille (ou le nom d'école), Takenaka, précède donc le prénom (ou le nom d'artiste).
Takenaka Shigekado (竹中 重門, 1573-2 novembre 1631) est un samouraï de la fin de l'époque Azuchi Momoyama au début de l'époque d'Edo. Fils de Takenaka Hanbei, Shigekado connaît son baptême du feu à l'âge de 12 ans lorsqu'il prend part à la bataille de Komaki et Nagakute en 1585. Suivant les traces de son père, il sert Toyotomi Hideyoshi, et plus tard se range du côté de Tokugawa Ieyasu. Lors de la bataille de Sekigahara, Shigekado, en compagnie de Kuroda Nagamasa, attaque le camp principal de l'armée de l'Ouest, poursuit et exécute Konishi Yukinaga. Du temps de Shigekado, les Takenaka deviennent kōtai-yoriai. Étudiant de philosophie chinoise et japonaise auprès de Hayashi Razan, Shigekado est connu pour son adresse en calligraphie et son talent de poète.
Shigekado meurt à Edo à l'âge de 59 ans. Son fils Takenaka Shigetsune lui succède.

## Source de la traduction
- (en) Cet article est partiellement ou en totalité issu de l’article de Wikipédia en anglais intitulé « Takenaka Shigekado » (voir la liste des auteurs).